# Stift Gandersheim

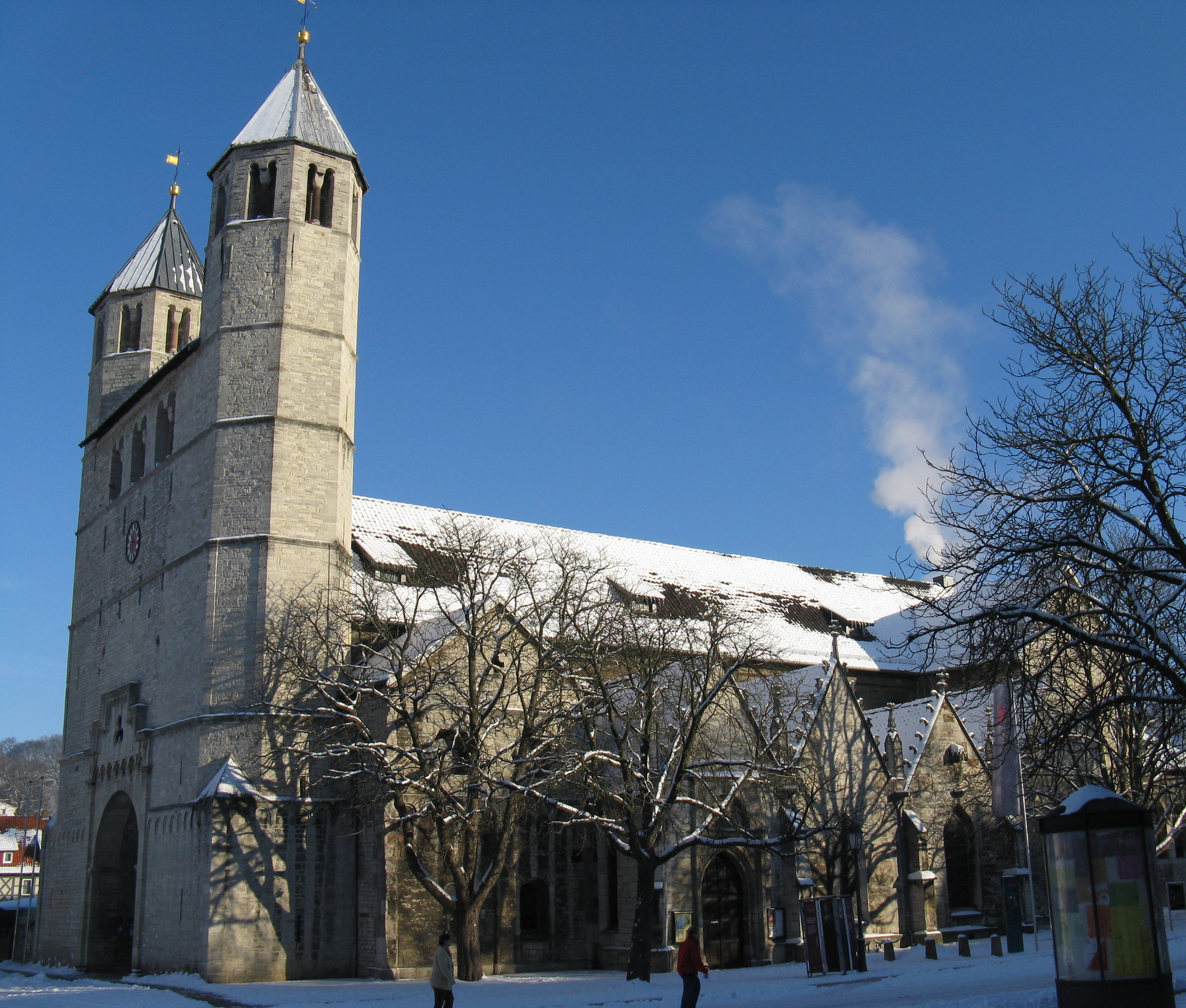
Stiftskirche des Stiftes Gandersheim in Bad Gandersheim, Ansicht von vorn, 2009

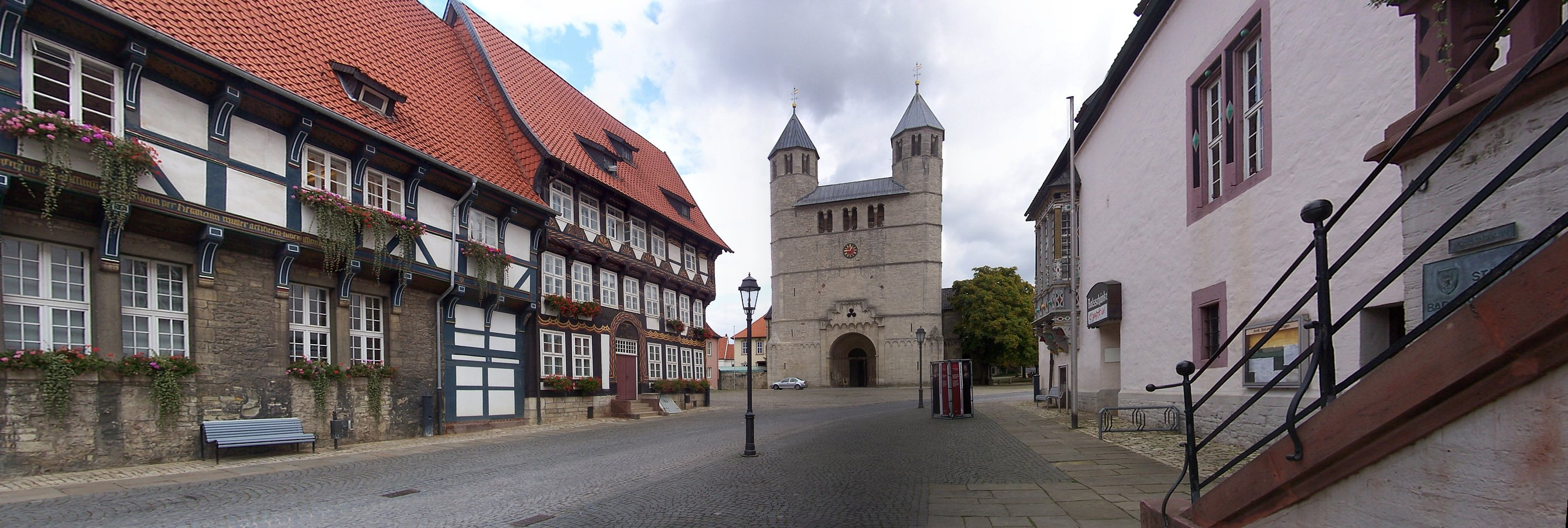
Stift Gandersheim in Bad Gandersheim

Das Stift Gandersheim (aus dem die heutige Stadt Bad Gandersheim in Niedersachsen hervorgegangen ist) wurde im Jahre 852 vom sächsischen Grafen Liudolf, dem Stammvater und Namensgeber der Liudolfinger, gegründet. Für dieses Vorhaben erhielt er auf einer Pilgerreise nach Rom von Papst Sergius II. die Zustimmung und die für die Gründung notwendigen Reliquien der heiligen Päpste Anastasius und Innocentius. Der Konvent wurde bis zur Fertigstellung der Klostergebäude und der Stiftskirche zunächst im Kloster Brunshausen angesiedelt.
Das Stift Gandersheim war ein fürstliches Familienstift und gelangte, nach seiner Gründung reich ausgestattet, zu baldiger Blüte.

## Stiftsleben

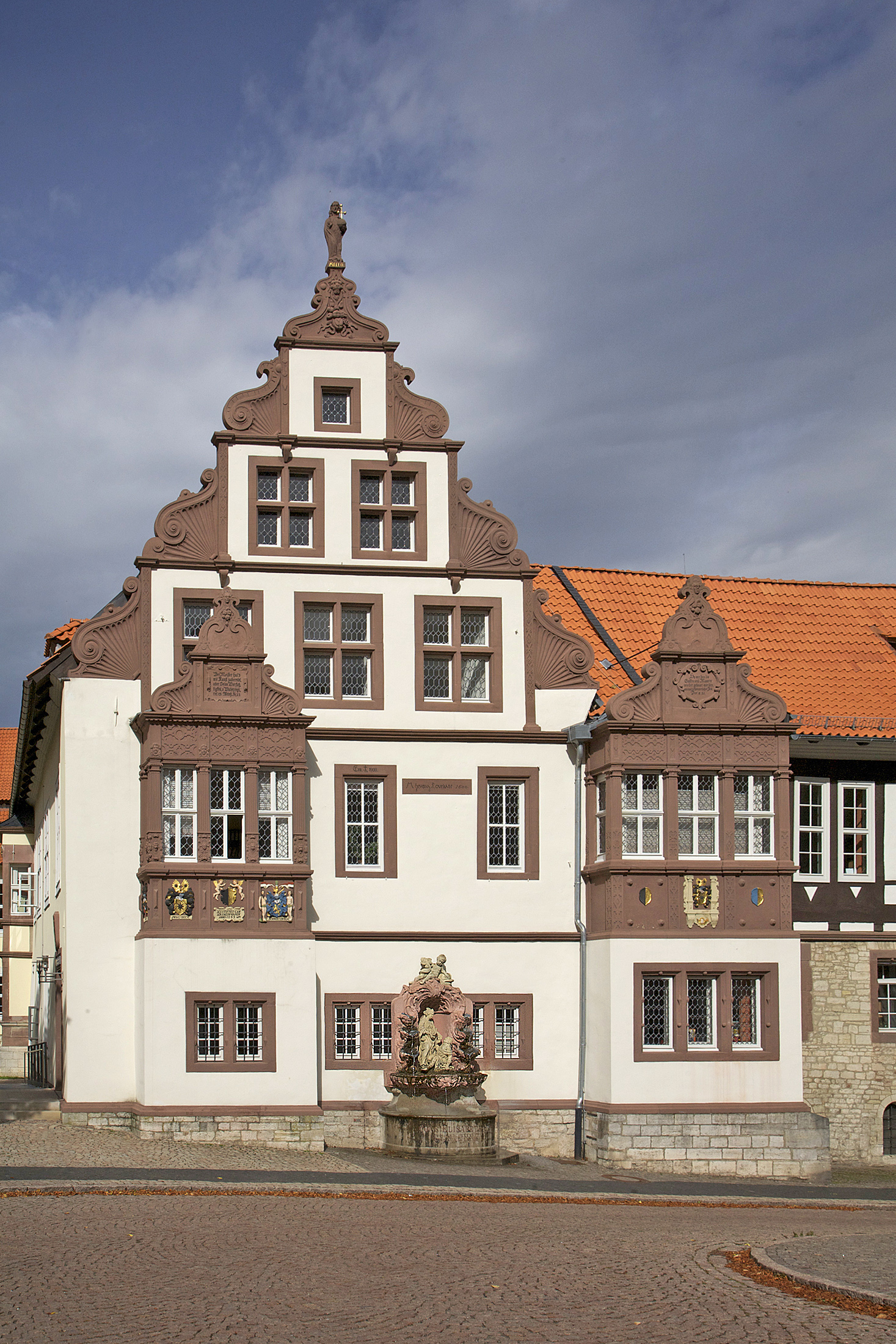
Abteigebäude aus der Renaissancezeit

Das „Kaiserlich freie weltliche Reichsstift Gandersheim“, wie es sich als Reichsabtei seit dem 13. Jahrhundert bis zu seiner Auflösung 1810 offiziell nannte, war eine Gemeinschaft unverheirateter Töchter hochadliger Familien, die in diesem Frauenstift ein gottgefälliges Leben führen wollten. Der Begriff „weltlich“ ist dabei als Gegensatz zu „klösterlich“ zu verstehen, nicht als Gegensatz zu „kirchlich“ im heutigen Sinne. Die Bewohnerinnen hießen „Kanonikerinnen“ bzw. „Kanonissen“; nach der Reformation wurden sie auch als „Stiftsdamen“ bezeichnet. Sie verfügten über Privatbesitz und legten kein ewiges Gelübde ab, konnten also jederzeit aus dem Stift austreten. Die ottonischen und salischen Kaiser weilten mit ihrem Gefolge häufig in Gandersheim. Es war also keineswegs ein beschauliches und weltabgewandtes Leben, das die Kanonissen führten. Neben der Memoria für die Gründerfamilie war eine der Aufgaben der Kanonissen und damit des Stifts die Ausbildung und Erziehung von adligen Töchtern. Dabei brauchten die Schülerinnen nicht zwingend selbst Kanonissen zu werden.

## Stiftskirche

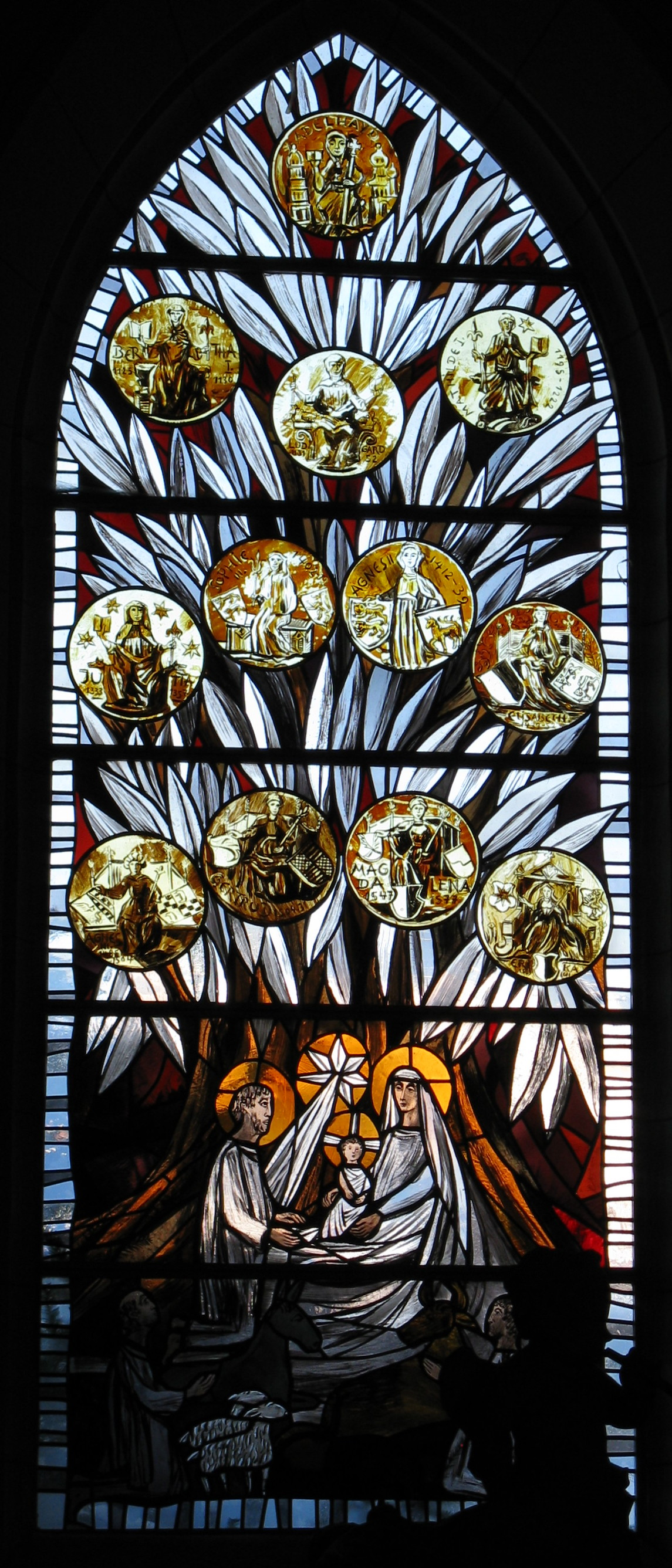
Glasfenster in der Stiftskirche

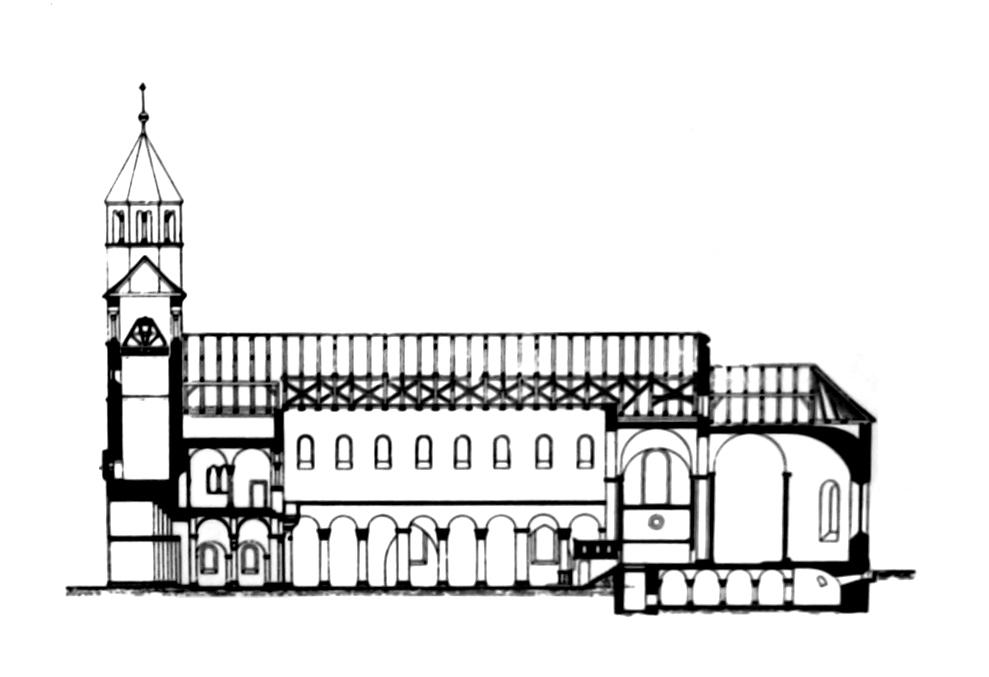
Längsschnitt

In der Stiftskirche erkennt man noch den romanischen Kirchenbau, der mit gotischen Anbauten erweitert wurde. Die Stiftskirche in Bad Gandersheim ist eine kreuzförmige Basilika mit einem mit zwei Türmen ausgestatteten Westbau. Er besteht aus einem flach gedeckten Langhaus mit sächsischem Stützenwechsel und zwei gewölbten Seitenschiffen. Das Querhaus besitzt eine querrechteckige Vierung mit ungefähr quadratischen Querarmen und daran schließt sich das querrechteckige Chorjoch an. Unter Vierung und Chor befindet sich eine Hallenkrypta. Der Westbau besteht aus zwei Türmen mit einem Verbindungsbau, der über zwei Geschosse verfügt. Ursprünglich hatte das Westwerk noch eine vorspringende Vorhalle mit Obergeschoss, das sogenannte Paradies.
Der bestehende Kirchenbau wurde um 1100 begonnen und im Jahr 1168 geweiht. Reste der Vorgängerbauten sind in die Kirche integriert. Der heute zu besichtigende Bau ist durch Restaurierungen des 19. und 20. Jahrhunderts überformt.
Das Geläut der Kirche besteht aus 8 Glocken - 6 Läute- und 2 Uhrschlagglocken und gehört damit zu den größten in Südniedersachsen.

## Geschichte

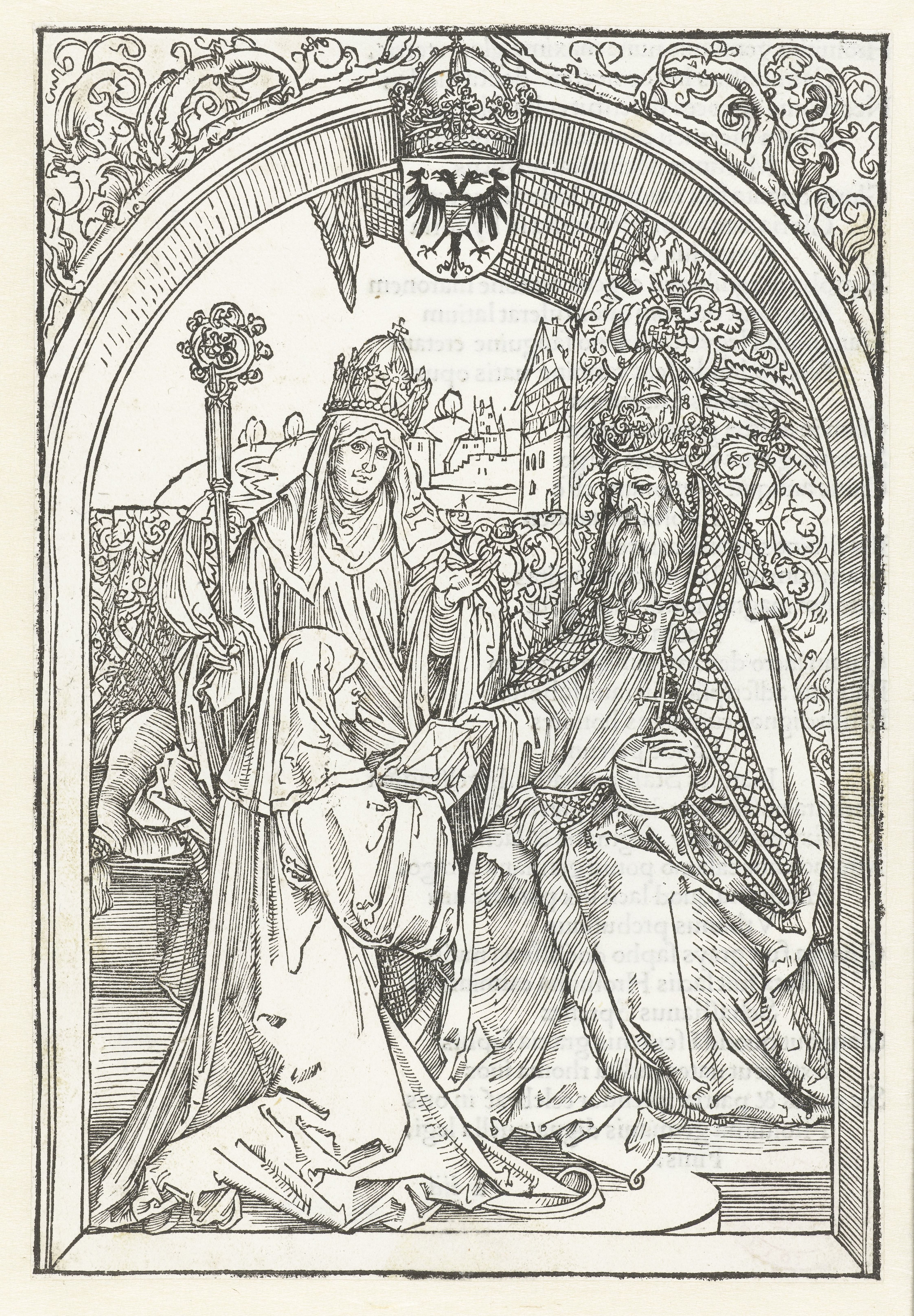
Hrotsvit von Gandersheim überreicht Kaiser Otto dem Großen ihre Gesta Oddonis; im Hintergrund Gerberga, Äbtissin des Stiftes Gandersheim. Phantasiedarstellung eines Holzschnitts von Albrecht Dürer aus der editio princeps der Opera Hrotsvite, Nürnberg 1501.

### Gründung
852 wurde das Gandersheimer Stift von Graf Liudolf und seiner Ehefrau Oda gegründet. Liudolf ist der Stammvater der Liudolfinger, aus deren Familie die ottonischen Könige hervorgingen. Nach den zeitgenössischen Berichten des Zeitgenossen Agius in seiner Vita Hathumodae und in der Hildesheimer Denkschrift hatte zuvor der Hildesheimer Bischof Altfrid, ein Vetter Liudolfs, das Paar dazu bewegt, mit Erlaubnis und einem Geleitschreiben König Ludwigs des Deutschen 845/46 eine Romwallfahrt zu unternehmen, um von Papst Sergius II. die Erlaubnis zur Einrichtung eines Frauenstiftes einzuholen. Dort erhielten sie die Reliquien der heiligen Päpste Anastasius und Innocentius, die bis heute die Titelheiligen der Stiftskirche sind.
Zunächst wurde der Konvent in Kloster Brunshausen angesiedelt, die Leitung übernahm Hathumod, Tochter des Stiftsgründerehepaares. Auch die folgenden beiden Äbtissinnen waren Töchter Liudolfs. 856 wurde der Bau der Stiftskirche in Gandersheim begonnen, und 881 konnte Bischof Wigbert von Hildesheim die Kirche auf die heiligen Anastasius, Innocentius und Johannes den Täufer weihen. Nach 29 Jahren konnte der Konvent in die neue Stiftskirche einziehen.
Schon 877 wurde das Stift von König Ludwig dem Jüngeren unter den Schutz des Reichs gestellt und erhielt damit weitgehende Unabhängigkeit, auch vom Bistum Hildesheim, dem zu diesem Zeitpunkt bereits kein Angehöriger der Liudolfinger mehr als Bischof vorstand. 919 bestätigte König Heinrich I. die Reichsunmittelbarkeit des Stiftes. Diese enge Bindung an das Reich hatte zur Folge, dass das Stift den König auf seinen Reisen durch das Reich beherbergen musste. Diverse Besuche von Königen sind verzeichnet.

### Das Stift in ottonischer Zeit

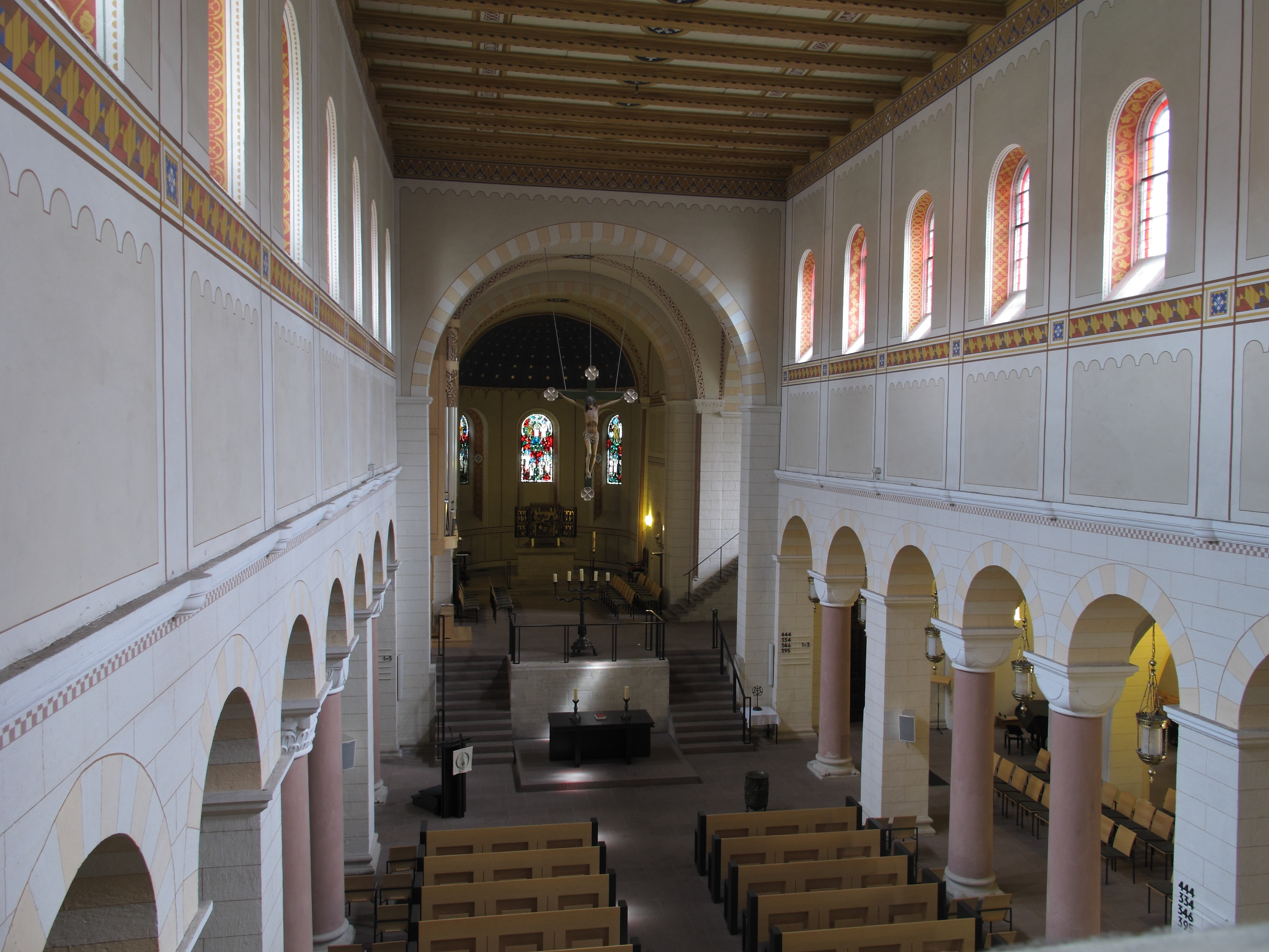
Kirche innen, Blick zum Altarraum

Die Gründung des Stiftes durch den Stammvater der Liudolfinger (Ottonen) führte zu besonderer Bedeutung des Stiftes auch auf Reichsebene. Bis zur Gründung des Stiftes Quedlinburg im Jahre 936 war Gandersheim das wichtigste ottonische Familienstift. Die Stiftskirche war eine der Grablegen der ottonischen Familie. 940 wurde durch die Äbtissin in Gandersheim das Marienkloster gegründet, das dem Frauenstift untergeordnet war.
Um 973 beherbergte das Stift eine seiner bekanntesten Kanonissen, Hrotsvit (Roswitha) von Gandersheim, die als erste deutsche Dichterin gilt; sie verfasste geistliche Schriften, historische Dichtungen und Dramen. Ihre Verehrung für Kaiser Otto I. brachte sie in den Gesta Ottonis (Die Taten Ottos) zum Ausdruck, einem in lateinischen Hexametern verfassten Werk über die Familiengeschichte und das politische Wirken Ottos des Großen.
Im sogenannten „Großen Gandersheimer Streit“ an der Wende vom 10. zum 11. Jahrhundert meldete der Hildesheimer Bischof Ansprüche auf das Stift an, weswegen sich die Kanonissen wegen der Lage an der unklaren Grenze zwischen den Bistümern Mainz und Hildesheim an den Mainzer Erzbischof annäherten. Diese Zuständigkeit wurde auf verschiedenen Synoden diskutiert, und erst das volle Exemtionsprivileg von Papst Innozenz III. vom 22. Juni 1206 befreite das Stift von den Ansprüchen des Hildesheimer Bischofs. Von da an konnten sich die Äbtissinnen „Reichsfürstinnen“ nennen.
Mit dem Tod des letzten Salierkönigs 1125 nahm die Bedeutung des Stiftes ab, und es geriet immer stärker in Abhängigkeit von den Landesherren. Besonders die Welfen versuchten bis zur Auflösung des Stiftes, ihren Einfluss auf das Stift auszudehnen. Es war dem Stift nicht möglich, eine eigene Landesherrschaft aufzubauen. Spätestens seit der Mitte der 1270er Jahre konnten sich die Braunschweiger Herzöge die Vogtei über das Stift sichern. Sie bauten am Ende des 13. Jahrhunderts eine Burg in Gandersheim. Ein weiterer Weg, Einfluss auf das Stift zu nehmen, war es, verwandte Adlige auf den Stuhl der Äbtissin zu setzen. Dies gelang erstmals 1402 mit der Äbtissin Sophia III., Prinzessin zu Braunschweig-Lüneburg.

### Die Reformation
Nach anfänglicher Ruhe in den Wirren der Reformation wurde das Fürstentum Braunschweig-Wolfenbüttel 1542 von Truppen des Schmalkaldischen Bundes besetzt und die Reformation eingeführt. Die Reformatoren ignorierten die Reichsunmittelbarkeit des Stiftes und ordneten den evangelischen Gottesdienst an. Durch die Abwesenheit der Dekanin, die für die erst siebenjährige Äbtissin das Stift regierte, konnten die Kanonissen die Ausführung herauszögern. Die Bürger Gandersheims hatten die Reformatoren freudig empfangen, und am 13. Juli 1543 kam es zu einem Bildersturm in der Stiftskirche, bei dem die Altäre zerstört wurden. Doch Herzog Heinrich der Jüngere konnte zurückkehren, und das Fürstentum wechselte zurück zum katholischen Glauben. Er ersetzte teilweise die Schäden, und die Kirche wurde neu geweiht. Erst 1568 wurde die Reformation unter Herzog Julius von Braunschweig endgültig eingeführt. Das Stift und seine Eigenklöster Brunshausen und Clus wurden evangelisch, das Marienkloster und das Franziskanerkloster aufgelöst. Es gab aber in der Folge weitere Streitigkeiten zwischen der Äbtissin des Stifts und dem Herzog, weil beide ihren Einfluss ausdehnen wollten. Erst 1593 wurden die Streitigkeiten in einem Vertrag endgültig beigelegt.

### Das Stift in der Zeit des Barock
Unter den Äbtissinnen Henriette Christine von Braunschweig-Wolfenbüttel und Elisabeth Ernestine von Sachsen-Meiningen begann eine erneute Blütezeit des Frauenstiftes. Sie förderten Künste und Wissenschaften. Elisabeth Ernestine Antonie ließ das Sommerschloss Brunshausen und den Barockflügel der Abtei mit dem Kaisersaal bauen und sorgte für die Ausstattung der Kirche.

### Die Aufhebung des Stifts 1802
1802 gab das Stift seine Reichsunmittelbarkeit in einem Vertrag auf, um der drohenden Säkularisation zu entgehen. Das Stift unterstellte sich der Landeshoheit des Hauses Braunschweig-Wolfenbüttel. Der langwierige Kampf um die Reichsfreiheit im Gegensatz zu den Welfenherzögen war beendet.
In der Zeit der französischen Besatzung gehörte Gandersheim zum Königreich Westphalen. Zunächst war die geflohene Äbtissin mit Genehmigung Napoleons in das Stift zurückgekehrt und durfte dort weiter residieren. Nach ihrem Tod am 10. März 1810 gab es aber keine Wahl einer Nachfolgerin mehr. Das Stift wurde aufgelöst, die Besitzungen den westphälischen Krondomänen zugeschlagen und die Stiftsangehörigen entschädigt.
Auch nach dem Ende des Königreichs sah sich das Herzogtum Braunschweig nicht gewillt, das Stift wiederherzustellen.

### Das Stift in heutiger Zeit
Heute wird das Stift von der evangelisch-lutherischen Stiftskirchengemeinde St. Anastasius und St. Innocentius genutzt. Bei Restaurierungsarbeiten entdeckte man 1997 Teile des alten Kirchenschatzes, Reliquien, Textilien und Reliquienbehältnisse. Diese werden als Kirchenschatz seit März 2006 im Portal zur Geschichte ausgestellt.

## Persönlichkeiten
- Hrotsvit (Roswitha von Gandersheim) (* um 935; † nach 973), erste deutsche Dichterin
- Johann Georg Leuckfeld (1668–1726), Klosterforscher, Historiker, Numismatiker und Biograph; wirkte anfangs als Sekretär der Äbtissin

## Orgel
Die Orgel der Stiftskirche wurde im Jahr 2000 von der französischen Orgelbaufirma Manufacture d’Orgues Muhleisen (Straßburg) erbaut. Das preisgekrönte Instrument hat 50 Register, darunter sieben Transmissionen aus dem Hauptwerk in das Pedal und ein extendiertes Pedalregister. Die Spiel- und Registertrakturen sind mechanisch.
| I Positiv C–g3 |            |        |
| 1.             | Principal  | 8′     |
| 2.             | Bourdon    | 8′     |
| 3.             | Octave     | 4′     |
| 4.             | Rohrflöte  | 4′     |
| 5.             | Nazard     | 2 ⁄3′  |
| 6.             | Doublette  | 2′     |
| 7.             | Tierce     | 1 3⁄5′ |
| 8.             | Quinte     | 1 ⁄3′  |
| 9.             | Cymbale IV | 1′     |
| 10.            | Cromorne   | 8′     |
|                | Tremulant  |        |

| II Hauptwerk C–g3 |                  |       |
| 11.               | Montre           | 16′   |
| 12.               | Principal        | 8′    |
| 13.               | Flûte en bois    | 8′    |
| 14.               | Gambe conique    | 8′    |
| 15.               | Octave           | 4′    |
| 16.               | Flûte            | 4′    |
| 17.               | Quinte           | 2 ⁄3′ |
| 18.               | Octave           | 2′    |
| 19.               | Fourniture IV    | 2′    |
| 20.               | Cymbale IV       | 1 ⁄3′ |
| 21.               | Cornet V (ab a0) | 8′    |
| 22.               | Bombarde         | 16′   |
| 23.               | Trompette        | 8′    |
| 24.               | Clairon          | 4′    |

| III Récit C–g3 |                  |        |
| 25.            | Bourdon          | 16′    |
| 26.            | Cor de nuit      | 8′     |
| 27.            | Flûte Harmonique | 8′     |
| 28.            | Gambe            | 8′     |
| 29.            | Voix Céleste     | 8′     |
| 30.            | Principal        | 4′     |
| 31.            | Traverse         | 4′     |
| 32.            | Nazard           | 2 ⁄3′  |
| 33.            | Octavin          | 2′     |
| 34.            | Tierce           | 1 3⁄5′ |
| 35.            | Piccolo          | 1′     |
| 36.            | Plein Jeu IV     | 2′     |
| 37.            | Basson           | 16′    |
| 38.            | Hautbois         | 8′     |
| 39.            | Trompette        | 8′     |
| 40.            | Voix Humaine     | 8′     |
| 41.            | Clairon          | 4′     |
|                | Tremulant        |        |

| Pedal C–g1 |                      |     |
| 42.        | Bourdon (aus Nr. 43) | 32′ |
| 43.        | Soubasse             | 16′ |
| 44.        | Flûte (Nr. 11)       | 16′ |
| 45.        | Flûte (Nr. 13)       | 8′  |
| 46.        | Cello (Nr. 14)       | 8′  |
| 47.        | Octave (Nr. 15)      | 4′  |
| 48.        | Bombarde (Nr. 22)    | 16′ |
| 49.        | Trompette (Nr. 23)   | 8′  |
| 50.        | Clairon (Nr. 24)     | 4′  |

- Koppeln:
  - 8'.   Po/Go  Re/Go  Re/Po
  - 16'. Re/Go
- abheben 8'.  Po Go Re

Kombinator / Setzer (15.000 Kombinationen)
mechanisches und pneumatisches Ziehen von Spielen